# Matrimonio igualitario en Venezuela

Bandera de la Comunidad LGBT de Venezuela

En Venezuela aún no existe ninguna ley a nivel federal que reconozca las uniones para las parejas homosexuales, como el matrimonio o la unión civil. La Constitución protege al matrimonio entre hombre y mujer (aunque no prohíbe el matrimonio entre personas del mismo sexo), la Ley Orgánica de Registro Civil en su artículo 118 y el Código Civil en su artículo 44 establecen, respectivamente, a las uniones estables de hecho y al matrimonio como uniones entre un hombre y una mujer.
En efecto, la homosexualidad en Venezuela aún en pleno siglo XXI sigue siendo un tema tabú que genera un rechazo particularmente muy fuerte (especialmente ente hombres homosexuales) y ello ha dado lugar al arraigo de la homofobia en la población venezolana. Todo ello es motivado a patrones culturales inculcados por generaciones. 

## Antecedentes
Uno de los antecedentes más tempranos en la lucha por legalizar el matrimonio entre personas del mismo sexo en Venezuela tuvo lugar el 7 de octubre de 2003, cuando la asociación Unión Afirmativa de Venezuela presentó una solicitud de interpretación al Tribunal Supremo de Justicia sobre una serie de artículos para aclarar si la Constitución de Venezuela reconocía a las parejas del mismo sexo con la figura del matrimonio o del concubinato. La petición no recibiría respuesta hasta 2008.
El 14 de julio de 2006 se registró por primera vez la unión legal de una pareja del mismo sexo en Venezuela, que tuvo lugar en la embajada del Reino Unido de Caracas y fue de carácter binacional, entre un ciudadano venezolano y uno inglés, amparados en la ley británica y el principio de extraterritorialidad.
El 28 de febrero de 2008, el Tribunal Supremo de Justicia finalmente emitió un dictamen en la solicitud de interpretación presentado en 2003 por Unión Afirmativa de Venezuela. En su respuesta, el Tribunal afirmó que si bien las personas homosexuales tenían todos los derechos, tanto civiles y políticos, como económicos, sociales y culturales, la constitución no les reconocía protección especial equiparable al matrimonio o concubinato entre un hombre y una mujer, considerando que no se les puede privar de los derechos económicos y sociales, ya que hacerlo sería considerado discriminatorio y un trato de inequidad ante la ley. Sin embargo, continúa la decisión, es la Asamblea Nacional la que puede emitir legislación que reconozca y proteja estos derechos en parejas homosexuales.
En octubre del 2012, por primera vez en Venezuela, se inicia una campaña a favor del matrimonio civil igualitario a través de las redes sociales bajo el nombre de Exprésate a favor contando con personas venezolanas que expresaban su opinión acerca del derecho al matrimonio civil contando con la participación de personalidades como Miguel Ferrari y Sócrates Serrano, director y actor de la película Azul y no tan rosa respectivamente.

## Proyecto de ley de 2014
El 31 de enero de 2014 la Asociación Civil Venezuela Igualitaria, presidida por Giovanni Piermattei junto a otras 47 organizaciones, consignaron ante la Asamblea Nacional un proyecto de reforma parcial del Código Civil venezolano que contempla la extensión de ejercer el derecho humano al matrimonio a las parejas del mismo sexo, dicho proyecto estuvo soportado por más de 20 mil firmas, de ciudadanos electores, recolectadas en todo el territorio nacional. El proyecto de Ley de Matrimonio Civil Igualitario, que plantea la mencionada reforma, contó con la asesoría jurídica y redacción de los abogados José Simons y Marcel López, éste incorporó una novedad no prevista en otros proyectos análogos en América Latina, con el establecimiento de principios y garantías contra la discriminación homofóbica. La reforma se fundamenta en la modificación del art. 44 del Código Civil.
Los diputados de la Asamblea Nacional que recibieron el proyecto aseguraron que esa institución "está comprometida con la lucha contra todas las formas de discriminación, entre ellas la relacionada con la orientación sexual y expresión de género". Sin embargo, Elvis Amoroso, presidente de la Comisión de Política Interior de la AN, que encabezó la comisión que atendió a los solicitantes, dijo que no podía asegurar que la discusión del proyecto comenzara en 2014, pues ello es decisión de la junta directiva de la Asamblea Nacional. Explicó que lo primero que harán será verificar la validez de las firmas y adelantó la posibilidad de que el proyecto sea evaluado por una comisión mixta, integrada por diputados de Política Interior y de Familia.
Como reacción a la acción de la comunidad LGBTI venezolana, la Conferencia Episcopal Venezolana (CEV) emitió una nota en su sitio web, en respuesta a esta iniciativa, en la que en primera instancia reconocen que la iglesia “defiende y promueve la dignidad de toda persona humana”. En segundo lugar y partiendo de este primer reconocimiento proclaman lo que ellos califican como “la Verdad sobre el hombre” dando inicio a una larga lista de parafraseos de textos bíblicos que invocan el hecho de que Dios creó al hombre y a la mujer, que sólo existen dos sexos: el masculino y el femenino, que “Dios instituyó el matrimonio entre el hombre y la mujer”, y asegurando que “El matrimonio hace del hombre un padre y de la mujer una madre”, “Jesús, el Señor, elevó el matrimonio a la categoría de sacramento” y “Corresponde a cada uno, hombre y mujer, reconocer y aceptar su identidad sexual”.
Por su parte la Asociación Civil Venezuela Igualitaria respondió a la nota de la CEV, desmintiendo las falasias que señalaban que el matrimonio no era un derecho humano y, sobre todo, afirmando que este tema se trataba de derechos civiles en garantía del Estado laico y la libertad de culto.
El domingo 29 de junio se realizó la Marcha del Orgullo en Caracas, la cual culminó en la Asamblea Nacional, donde se pidió ante la instancia legislativa la aprobación de la Ley del Matrimonio Civil Igualitario, presentada en el mes de enero ante la misma institución, así como otras reivindicaciones sociales. La Asamblea instalará una mesa de trabajo para atender las solicitudes de la comunidad LGTBI. El diputado por el PSUV Juan Carlos Alemán, quien recibió la solicitud, hizo hincapié en el artículo 21 de la Constitución el cual prohíbe la discriminación de cualquier tipo.
El 8 de enero de 2015, el Defensor del Pueblo, Tareck Willian Saab, afirmó en una entrevista televisada que la Asamblea Nacional "tiene que discutir y debatir ese tema..." refiriéndose al Proyecto de Matrimonio Civil Igualitario entregado en enero de 2014 y que aún espera ser discutido en el poder legislativo, violando el mandato constitucional que lo obligaba a ser discutido durante el período legislativo de ese año. Días más tarde, el 18 de enero Saab afirmó durante una entrevista que el proyecto entregado "no se ajusta al artículo 77 de nuestra constitución, el cual establece que el matrimonio será entre un hombre y una mujer, en razón de lo cual para su eventual discusión tendría la Asamblea Nacional que decidir si activa o no un proceso de enmienda constitucional de ese artículo", irreconociendo la decisión del Tribunal Supremo de Justicia en 2008 que establece que el artículo constitucional no prohíbe el matrimonio entre personas del mismo sexo.
El 17 de marzo de 2015 la Comisión Interamericana de Derechos Humanos (CIDH) realizó la primera audiencia exclusiva para revisar la situación del colectivo de Lesbianas, Gays, Bisexuales, Transexuales e Intersexuales (Lgbti) de Venezuela. En lo que respecta al matrimonio, la delegada de la CIDH aseguró que “La Constitución dice que el matrimonio es entre un hombre y una mujer… Suena duro, pero esta es la Constitución”, asegurando que existe un “conflicto de intereses” entre el artículo 21 (que prohíbe todo tipo de discriminación) y el 77 (que reglamenta el matrimonio heterosexual) de la Constitución de Venezuela, visualizando cómo el estado irreconoce nuevamente la interpretación de la Sala Constitucional del Tribunal Supremo de Justicia en 2008 que establece que el artículo 77 no prohíbe el matrimonio entre personas del mismo sexo.
El 4 de agosto de 2015 integrantes de 28 iglesias cristianas evangélicas introdujeron 80 mil firmas en contra de la aprobación del proyecto de matrimonio igualitario propuesto en 2014.
Finalmente, el proyecto nunca entró en debate.

## Demanda de inconstitucionalidad
El 29 de enero de 2015 la organización Venezuela Igualitaria introdujo un recurso ante el Tribunal Supremo de Justicia solicitando la nulidad parcial del artículo 44 del código civil venezolano que establece que "el matrimonio no puede contraerse sino entre un solo hombre y una sola mujer", alegando que dicho artículo es discriminatorio y contradice los principios de igualdad y no discriminación establecidos en la Constitución y afirmados por la Sala Constitucional en 2008.
Luego de un año y tres meses de espera, la Sala Constitucional del Tribunal Supremo de Justicia (TSJ) admitió el 28 de abril de 2016, la demanda de nulidad por inconstitucional del artículo 44 del Código Civil, que introdujo la Asociación Civil Venezuela Igualitaria, el pasado 29 de enero de 2015, contra el único apartado que prohíbe en Venezuela el matrimonio civil entre personas del mismo sexo, abriendo la posibilidad de que el máximo tribunal sentencie a favor o en contra.

## Matrimonio religioso
La Iglesia de la comunidad metropolitana en Caracas fue fundada en agosto de 1995 y oficia bodas religiosas a parejas del mismo sexo en todos los países en donde se encuentra.